# Ichneumon flavoclypeatus
Ichneumon flavoclypeatus là một loài tò vò trong họ Ichneumonidae.